# Daimjó
Daimjó (japonsky 大名; doslova „Velké jméno“) bylo označení člena japonské vysoké šlechty, osobních vazalů císaře, formálně mu podřízených, ale ve skutečnosti nezávislých pánů provincií. V období válčících států (1467–1570/1603) docházelo mezi jednotlivými daimjóy ke krvavým bitvám o území. Daimjó byl vůdce rodinného klanu, jehož členové stáli v hierarchii provincie nad ostatními pánovými vazaly. Mezi nejznámější daimjóy této éry patřili např. Nobunaga Oda, Iejasu Tokugawa, Hidejoši Tojotomi, Šingen Takeda, Kenšin Uesugi, Motonari Móri, Sóun Hódžó a další.
Termín daimjó se v 15. a 16. století používal pro pána, kterému náleželo několik provincií, několik okresů, v některých případech několik vesnic. Občas je tento pojem nesprávně používán jako dřívější označení pro šuga (hejtmana) nebo je za něj úplně zaměňován. V tom samém období byl někdy termín šugo-daimjó použit pro vládce s rostoucí nezávislostí do poloviny 14. století a termín šugo pro tu samou funkci do roku 1560. V období Edo (1603–1867) byl termínem daimjó označován pán, který vládl knížectví s výnosy potravin většími než 10 000 koku (= zhruba 1,8 mil. litrů).

## Sengoku-daimjó

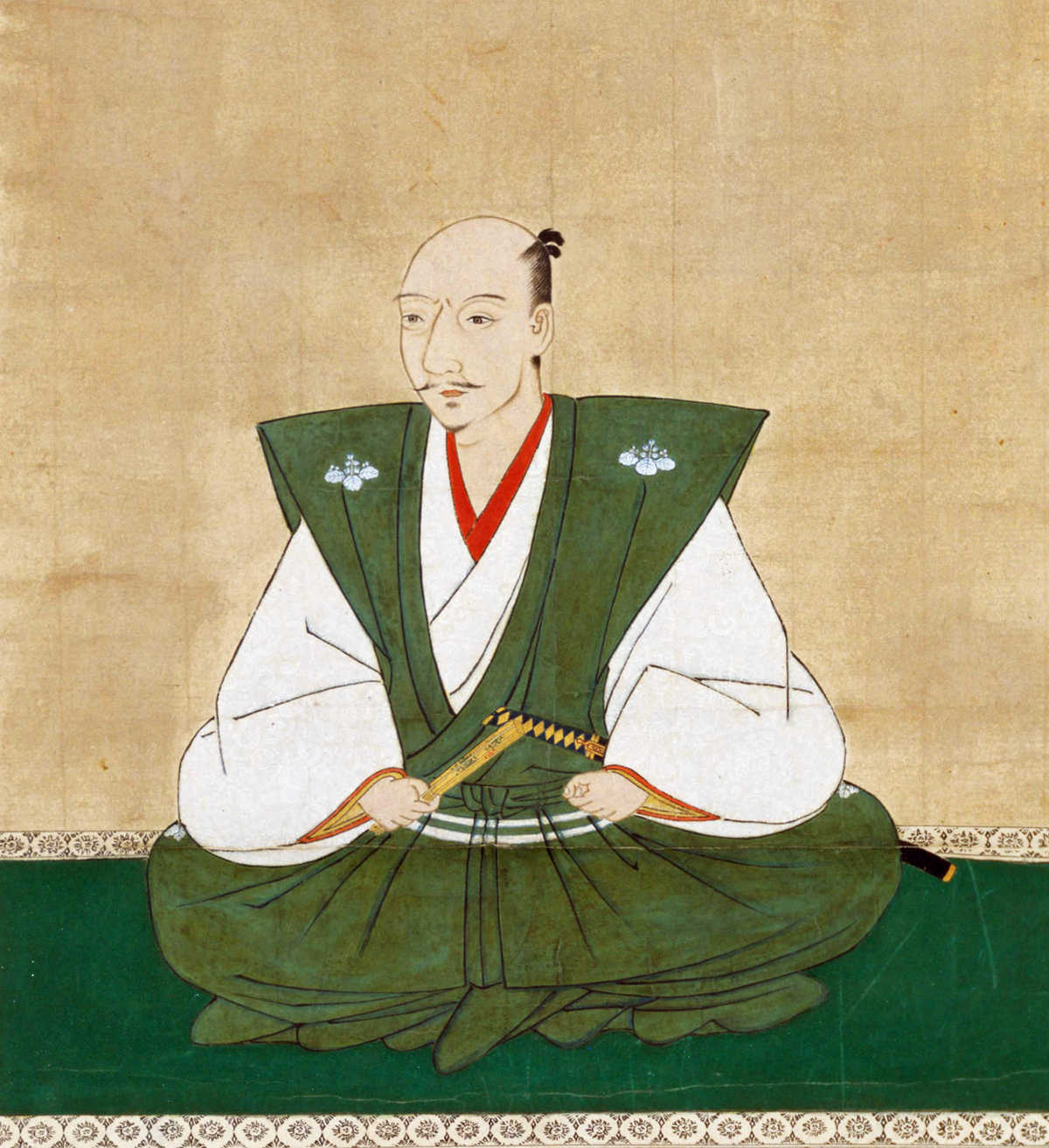
Nobunaga Oda, mocný daimjó během období Sengoku

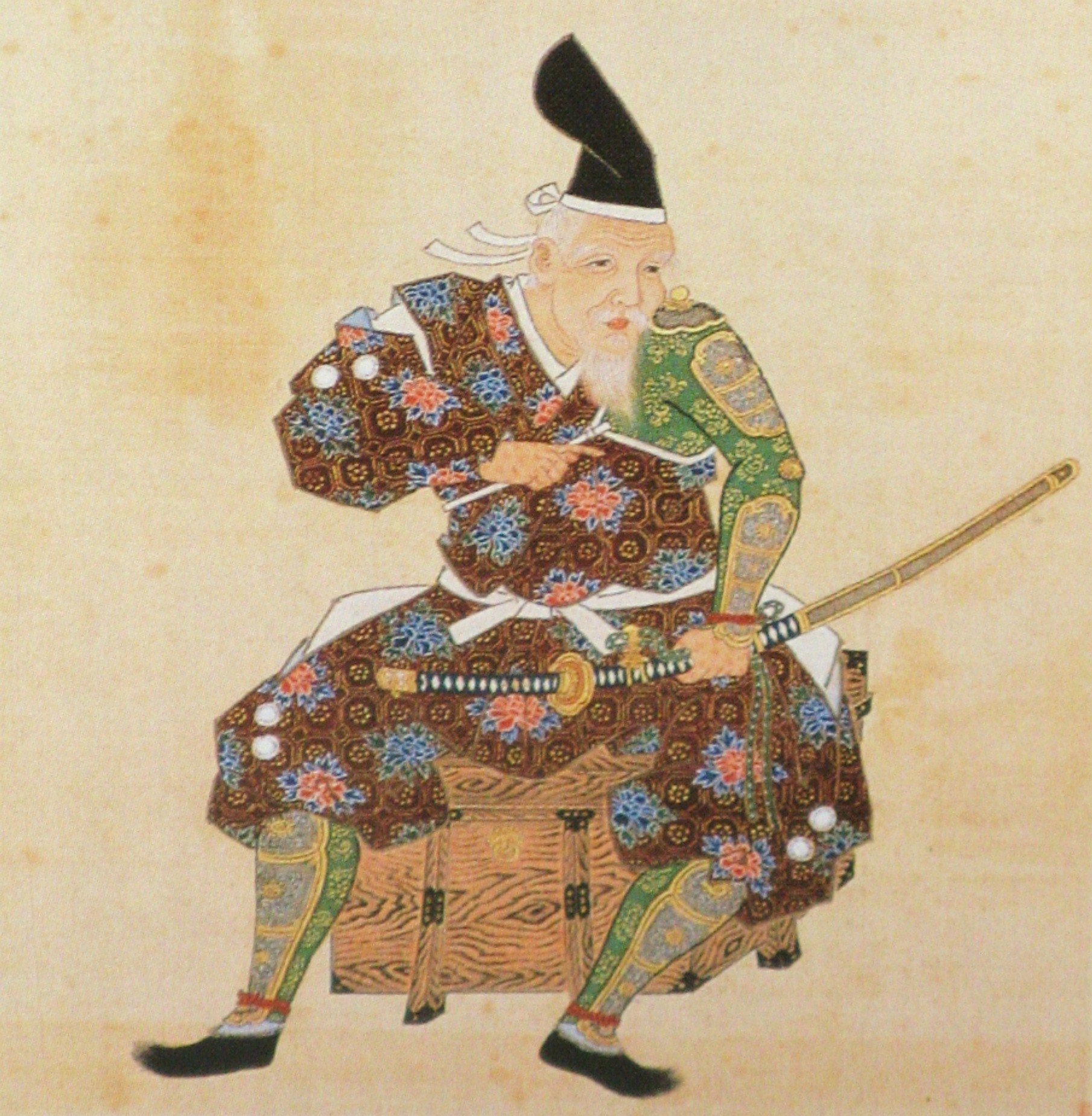
Tanemune Date, daimjó během období Sengoku

Mezi sengoku daimjó (戦国大名) bylo mnoho těch, kteří byli šugo-daimjó, jako klany Satake, Imagawa, Takeda, Toki, Rokkaku, Óuči a Šimazu. Noví v řadách daimjo byly klany Asakura, Amago, Nagao, Mijoši, Čósokabe, Hatano a Oda. Tyto pocházeli z řad šugodai a jejich zástupců.
Další sengoku-daimjó jako klany Móri, Tamura a Rjúzódži vyvstaly z džizamurajů. Sengoku-daimjo se také stali nižší úředníci šógunátu a róninové (Pozdní Hódžó, Saitó), provinční úředníci (Kitabatake) a kuge (Tosa Ičidžó).